# Christopher McCandless
Christopher Johnson McCandless (El Segundo, California, 12 de febrero de 1968-Alaska, c. 18 de agosto de 1992), también conocido por su pseudónimo Alexander Supertramp, fue un excursionista estadounidense, cuyos viajes y andanzas, unidas a su sencillo estilo de vida, terminaron por convertirlo en un icono popular.
Falleció en Alaska, cerca del parque nacional Denali, después de vivir en solitario en medio de las montañas con escasa comida y un equipo insuficiente durante casi cuatro meses. Jon Krakauer escribió un libro sobre su vida titulado Into the Wild en 1996, que inspiró en 2007 la película homónima dirigida por Sean Penn y protagonizada por Emile Hirsch.

## Niñez y educación
McCandless creció en un barrio de clase media alta a las afueras de Annandale, Virginia. Su padre, Walt McCandless, trabajó para la NASA como especialista en sistemas de radares para los transbordadores espaciales, así como en otros proyectos de alta tecnología.Su madre, Wilhelmina "Billie" Johnson, fue la secretaria de su padre y más tarde ayudó a Walt a fundar una exitosa compañía consultora.También tuvo una hermana, Carine, a la que estuvo muy unido.
Su infancia fue un poco complicada, ya que sus padres discutían y peleaban ante Christopher y su hermana con bastante frecuencia e incluso llegaron a plantearse el divorcio, poniendo a los chicos en la tesitura de elegir con quien querían vivir. Más tarde, y gracias a un amigo de la familia, Christopher se enteró de que su padre había tenido hijos con otra mujer antes de conocer a su madre y además, su padre seguía casado legalmente con aquella mujer. Aquello hirió y marcó profundamente al joven McCandless.
Desde muy temprano, sus maestros notaron que Chris tenía una voluntad inusualmente férrea. Al crecer, adquirió un intenso idealismo y una gran resistencia física. En la escuela secundaria fue capitán en el equipo de carreras, donde instó a sus compañeros de equipo a correr como si de un ejercicio espiritual se tratara:

“contra las fuerzas de oscuridad (...) contra todo el mal en el mundo, todo el odio”.

Se graduó en la escuela secundaria W.T. Woodson en 1986 y en la Universidad de Emory en 1990, especializándose en Historia y Antropología. Su rendimiento superior a la media y su éxito académico sirvieron para enmascarar un desprecio creciente por lo que él percibió como el materialismo vacío de la sociedad norteamericana. En su primer año en la universidad, se le ofreció pertenecer a la prestigiosa fraternidad Phi Beta Kappa, pero él lo rechazó argumentando que "los honores y los títulos son irrelevantes" (citado de Into the Wild).
Las obras de Jack London, León Tolstoi y Henry David Thoreau tuvieron una fuerte influencia en McCandless que las usó como inspiración, soñando con abandonar la sociedad, al estilo de Thoreau, por un período de solitaria contemplación para buscarse a sí mismo.

## En el camino
Después de graduarse en la Universidad de Emory en el año 1990, McCandless donó los $24,000 que le quedaban de su fondo universitario a Oxfam y empezó a viajar por los Estados Unidos, usando el nombre de "Alexander Supertramp". McCandless realizó un viaje de casi dos años por todo el país, recorriendo estados como Dakota del Sur, Arizona y California e incluso llegando hasta México, donde entró de forma clandestina con su canoa a través de la Presa de Morelos.Durante ese tiempo, trabajó en labores agrícolas y en restaurantes y cadenas de comida rápida,entre otras cosas. Alternó estos períodos de trabajo relativamente fijo y gran contacto con la gente con otros periodos en los que estuvo sin dinero y sin ningún contacto humano, incluso teniendo que luchar a veces por la comida.Sobrevivió a varios peligros durante estos periodos de vida salvaje. Dos ejemplos son cuándo perdió su automóvil durante un diluvio en el Desierto de Mojave y cuando bajó en canoa a lo largo del Río Colorado, en dirección al Golfo de California.McCandless se enorgullecía de sobrevivir con un mínimo de elementos y una preparación bastante básica.
Durante años, McCandless había soñado con una "Odisea de Alaska" como él la llamaba.Vivir de la tierra, lejos de la civilización y manteniendo un diario de vida que describiera su progreso físico y espiritual, enfrentándose a las fuerzas de la naturaleza. En abril de 1992 viajó en autostop por todo el Territorio del Yukón hasta Fairbanks, Alaska. Fue visto con vida por última vez por Jim Gallien, quien le recogió en la carretera y le llevó desde Fairbanks a "Stampede Trail" o la "Senda de la Estampida",una ruta poco transitada y que no aparece en la mayoría de mapas de carreteras de Alaska, situada a unos 8 kilómetros del pequeño pueblo de Healy. Gallien se preocupó por 'Alex', pues tenía pocos medios materiales y ninguna experiencia en el duro entorno de Alaska. Gallien intentó persuadirle para que aplazase su viaje e incluso, se ofreció a llevarle a Anchorage para comprar un equipamiento mejor y más adecuado.Sin embargo, McCandless se negó a recibir toda clase de ayuda y solo aceptó de Gallien un par de botas viejas de caucho, dos latas de atún y una bolsa de maíz.
Después de recorrer a pie durante varios kilómetros la Stampede Trail, McCandless encontró un autobús abandonado y lo eligió como lugar para asentarse. Desde entonces, Chris se empeñó en vivir exclusivamente de la tierra. Llevaba consigo una bolsa de arroz, un rifle Remington semiautomático del calibre 22,municiones, algunos libros entre los que se encontraba uno sobre las plantas locales y varios útiles de campamento. No llevaba consigo mapas de la zona, ni una brújula.
Desde el principio, McCandless asumió que debía cazar para poder vivir. A pesar de su inexperiencia como cazador, Chris capturó con éxito animales pequeños tales como puercoespines y pájaros.Incluso llegó a cazar un alce.Sin embargo, no pudo conservar la carne sobrante pese a haberla ahumado sobre unos arbustos, tal y cómo le habían recomendado los cazadores con que se había encontrado en Dakota del Sur.
Su diario de vida contenía entradas que cubrían un total de 113 días.Estas fechas relataban la cambiante fortuna de McCandless. Después de vivir con éxito en el autobús durante varios meses, Chris decidió abandonarlo en julio, pero se encontró el sendero bloqueado por el Río Teklanika, que estaba entonces considerablemente más crecido que cuando lo había cruzado en abril.
El 6 de septiembre de 1992, dos excursionistas y un grupo de cazadores de alces encontraron esta nota en la puerta del autobús: 

“S.O.S., necesito que me ayuden. Estoy herido, moribundo y demasiado débil para salir de aquí a pie. Estoy completamente solo. No es una broma. Por Dios, le pido que se quede para salvarme. He salido a recoger bayas y volveré esta noche. Gracias, Chris McCandless. ¿Agosto?”

Era el día 12 de agosto, día en que escribió lo que se asume fueron sus últimas palabras en el diario. Arrancó la página final del libro de memorias de Louis L’Amour, Educación de un hombre errante y en el otro lado de la página, Chris agregó: 

“he tenido una vida feliz y doy gracias al Señor. Adiós, bendiciones a todos”.

Su cuerpo fue encontrado dentro de su saco de dormir, en el interior del autobús. Pesaba apenas 30 kilos y llevaba muerto más de dos semanas. La causa oficial de su muerte fue inanición.
Su biógrafo, Jon Krakauer, ha sostenido que tres factores pueden haber contribuido a la muerte de McCandless en agosto de 1992. En primer lugar, el autor sostiene que Chris estaba en riesgo de inanición, debido a su continua actividad física, en comparación con la escasa comida que consumía. Sin embargo, Krakauer insiste en que la inanición no fue, tal como lo indican los certificados de defunción de McCandless, la causa primaria de su muerte. Inicialmente, Krakauer sugirió que McCandless podría haber ingerido semillas tóxicas (Hedysarum alpinum) al confundirlas con bayas comestibles. Sin embargo, las pruebas de laboratorio demostraron concluyentemente que no había ningún rastro de toxina presente el organismo de McCandless.
En las ediciones posteriores de su libro, Krakauer sostuvo entonces que fue un hongo, Rhizoctonia leguminicola, el que creció en las semillas que McCandless comió, lo que provocó su deceso. Sin embargo, no queda ninguna evidencia para apoyar esa teoría de Krakauer, a excepción de un escrito que hizo McCandless en su diario el día 30 de julio y que iniciaba así: EXTREMADAMENTE DÉBIL, FALTA DE AGUA, SEMILLA...; 
Aun así, la información forense disponible sugería que McCandless simplemente murió de hambre.
Posteriormente Krakauer ha citado al académico Ronald Hamilton, quien estableció la relación entre los síntomas descritos por McCandless y el envenenamiento de prisioneros judíos en el campo de concentración de Vapniarka. Hamilton propuso que McCandless había muerto por latirismo causado por envenenamiento por ODAP en las semillas de Hedysarum alpinum y que no había sido detectado en los estudios anteriores por haber buscado alcaloides en vez de un aminoácido tóxico. El aminoácido es relativamente inofensivo para una persona bien alimentada con una dieta regular, pero tóxico para alguien desnutrido, físicamente estresado y con una dieta insuficiente, como era el caso de McCandless. Exámenes subsiguientes determinaron que el ODAP estaba ciertamente presente en las semillas.

## Legado cultural
El libro de Jon Krakauer hizo de McCandless una figura heroica para muchos. El autobús abandonado donde McCandless vivió se volvió rápidamente un destino turístico. La película Into the Wild, (traducida al español como Hacia rutas salvajes) basada en el libro de Jon Krakauer, fue lanzada en septiembre de 2007 y recibió la aclamación de la crítica, entre ellos la de Roger Ebert. En octubre de 2007, se difundió una película documental sobre el viaje de McCandless, titulada The Call of the Wild y que fue realizada por el director independiente Ron Lamothe. La historia de McCandless también inspiró un episodio de la serie de televisión Millennium, el álbum Cirque, por Biosphere, y una serie de canciones, entre ellas, las más conocidas, «Neighborhood 2», del grupo de rock canadiense Arcade Fire, y «Alexander Supertramp», de la banda pop punk de Illinois Real Friends.
El impacto en la juventud
El 18 de junio de 2020, el famoso autobús 142 donde murió McCandless fue retirado de su ubicación en la Stampede Trail por orden del Departamento de Recursos Naturales de Alaska. Tras el éxito de la película, el autobús se había convertido en un lugar de peregrinaje para numerosos excursionistas que querían reproducir la odisea de McCandless. Según la Guardia Nacional de Alaska, en 2010 y 2019, dos excursionistas murieron ahogados en el río Teklanika mientras intentaban llegar al autobús y en la última década, al menos otras quince personas tuvieron que ser rescatadas.

## Críticas
Algunos habitantes de Alaska mantienen una visión negativa de McCandless y de aquellos que tiñen su vida como romántica. Debido al hecho de que ni siquiera tenía ningún mapa, McCandless ignoraba la existencia de un vagón colgante (dispositivo colgante de un cable de acero para cruzar el río usando poleas) a 400 metros de donde no pudo cruzar el río Teklanika. 
Como se detalla en el documental de Ron Lamothe, probablemente el propio McCandless había destruido los suministros de emergencia que se encontraban en una cabaña bien abastecida, que se encontraba 10 km al sur del autobús.

Estoy continuamente expuesto a lo que yo llamo «fenómeno McCandless». Son casi siempre jóvenes los que vienen a Alaska para desafiarse a sí mismos contra un paisaje desierto, donde el acceso es difícil y las posibilidades de rescate son prácticamente inexistentes. […] Cuando usted considera lo que hizo McCandless, desde mi perspectiva, se ve rápidamente que fue simplemente estúpido y desconsiderado. Primero, empleó muy poco tiempo en el aprendizaje de cómo era realmente la vida salvaje. Llegó al Stampede Trail incluso sin un mapa del área. Si hubiera tenido un mapa podría haber salido sin dificultades.
Peter Christian (guardabosque del Alaskan Park)

Muchos habitantes de Alaska reaccionaron con rabia frente a la estupidez de McCandless. Tendría que ser un idiota, afirman, para morirse de inanición en pleno verano a 20 millas de la carretera.
Judith Kleinfeld (periodista) en el diario Anchorage Daily News

### Origen del autobús
El autobús donde McCandless pasó sus últimos meses fue llevado a aquel lugar en el año 1961 por la Yutan Construction Company. Por aquel entonces, la empresa había obtenido un contrato para asfaltar la pista forestal y compró tres autobuses destinados al desguace y que pertenecían al servicio de transporte público de la ciudad de Fairbanks para proporcionar alojamiento a los operarios que construían la carretera. La empresa los equipó con literas y con estufas de leña. Sin embargo, cuando las obras se paralizaron en 1963, los autobuses fueron retirados, todos a excepción de ese, que fue abandonado allí y dejado como refugio y lugar de paso para los cazadores de la zona.

El autobús fue retirado por el Departamento de Recursos Naturales de Alaska tras varios accidentes de excursionistas que salieron heridos o fallecieron en el intento de llegar a él.